# Pożar na weselu w Dhakce
Pożar na weselu w Bangladeszu – pożar do którego doszło z 3 na 4 czerwca 2010 w stolicy Bangladeszu, Dhaka. 
Pożar wybuchł około godziny 22:30, gdy eksplodował transformator elektryczny. Gęstość zabudowy miasta utrudniała akcję gaśniczą. Pożar dotyczył wielu budynków w okolicy Nimtoli. 
Pożar udało się opanować dopiero po kilkugodzinnej akcji gaśniczej. Pomimo starań nie udało się dotrzeć na czas do uwięzionych ludzi. W wyniku pożaru śmierć co najmniej poniosło 117 osób, ponad 100 było rannych. Większość uległa oparzeniom, kilka osób ucierpiało w wyniku zapadnięcia się dachu.
Władze kraju wszczęły w tej sprawie postępowanie. 5 czerwca był dniem żałoby narodowej w całym kraju. 